# Districtul Bang Bua Thong
Bang Bua Thong (în thailandeză บางบัวทอง) este un district (Amphoe) din provincia Nonthaburi, Thailanda, cu o populație de 226.741 de locuitori și o suprafață de 116,5 km².

## Componență
Districtul este subdivizat în 8 subdistricte (tambon), care sunt subdivizate în 81 de sate (muban).
| Nr. | Nume               | În thailandeză | Sate | Locuitori |
| --- | ------------------ | -------------- | ---- | --------- |
| 1.  | Sano Loi           | โสนลอย         | 06   | 11,107    |
| 2.  | Bang Bua Thong     | บางบัวทอง       | 14   | 44,719    |
| 3.  | Bang Rak Yai       | บางรักใหญ่       | 11   | 07,509    |
| 4.  | Bang Khu Rat       | บางคูรัด         | 10   | 32,227    |
| 5.  | Lahan              | ละหาร          | 09   | 18,000    |
| 6.  | Lam Pho            | ลำโพ           | 08   | 05,324    |
| 7.  | Phimon Rat         | พิมลราช         | 08   | 40,500    |
| 8.  | Bang Rak Phatthana | บางรักพัฒนา      | 15   | 67,355    |